# Bény
Bény ist eine französische Gemeinde im Département Ain in der Region Auvergne-Rhône-Alpes. Sie gehört zum Arrondissement Bourg-en-Bresse und zum Kanton Saint-Étienne-du-Bois. Die Bewohner nennen sich Bénéens.

## Geografie
Die Gemeinde Bény liegt am Sevron in der Landschaft Bresse, 14 Kilometer nördlich von Bourg-en-Bresse. Sie grenzt im Norden und im Osten an Villemotier, im Süden an Saint-Étienne-du-Bois und im Westen an Marboz.

## Bevölkerungsentwicklung
| Jahr                       | 1962 | 1968 | 1975 | 1982 | 1990 | 1999 | 2011 | 2020 |
| Einwohner                  | 640  | 566  | 503  | 537  | 587  | 613  | 714  | 759  |
| Quellen: Cassini und INSEE |      |      |      |      |      |      |      |      |

## Sehenswürdigkeiten

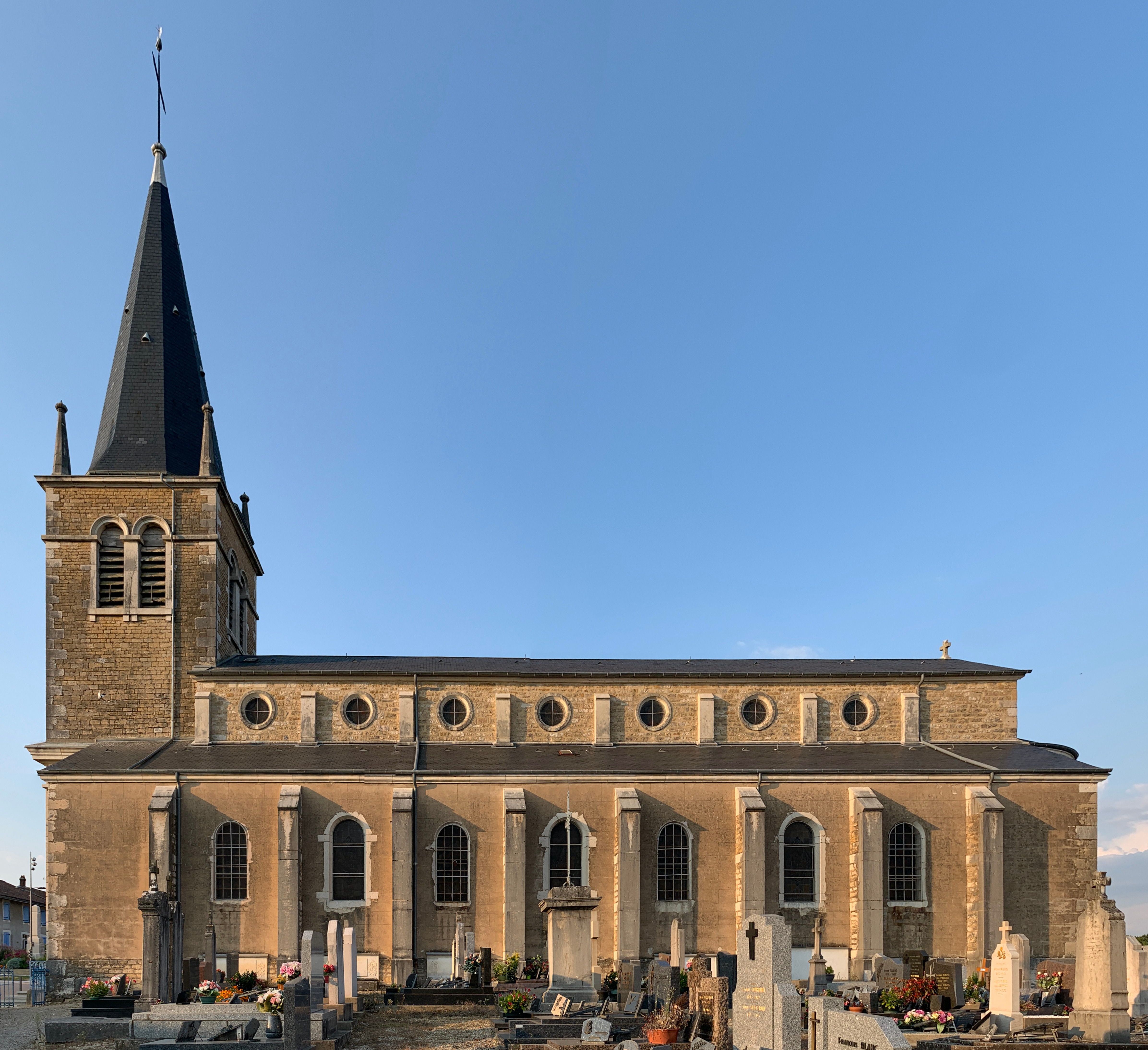
Kirche Saint-Vincent
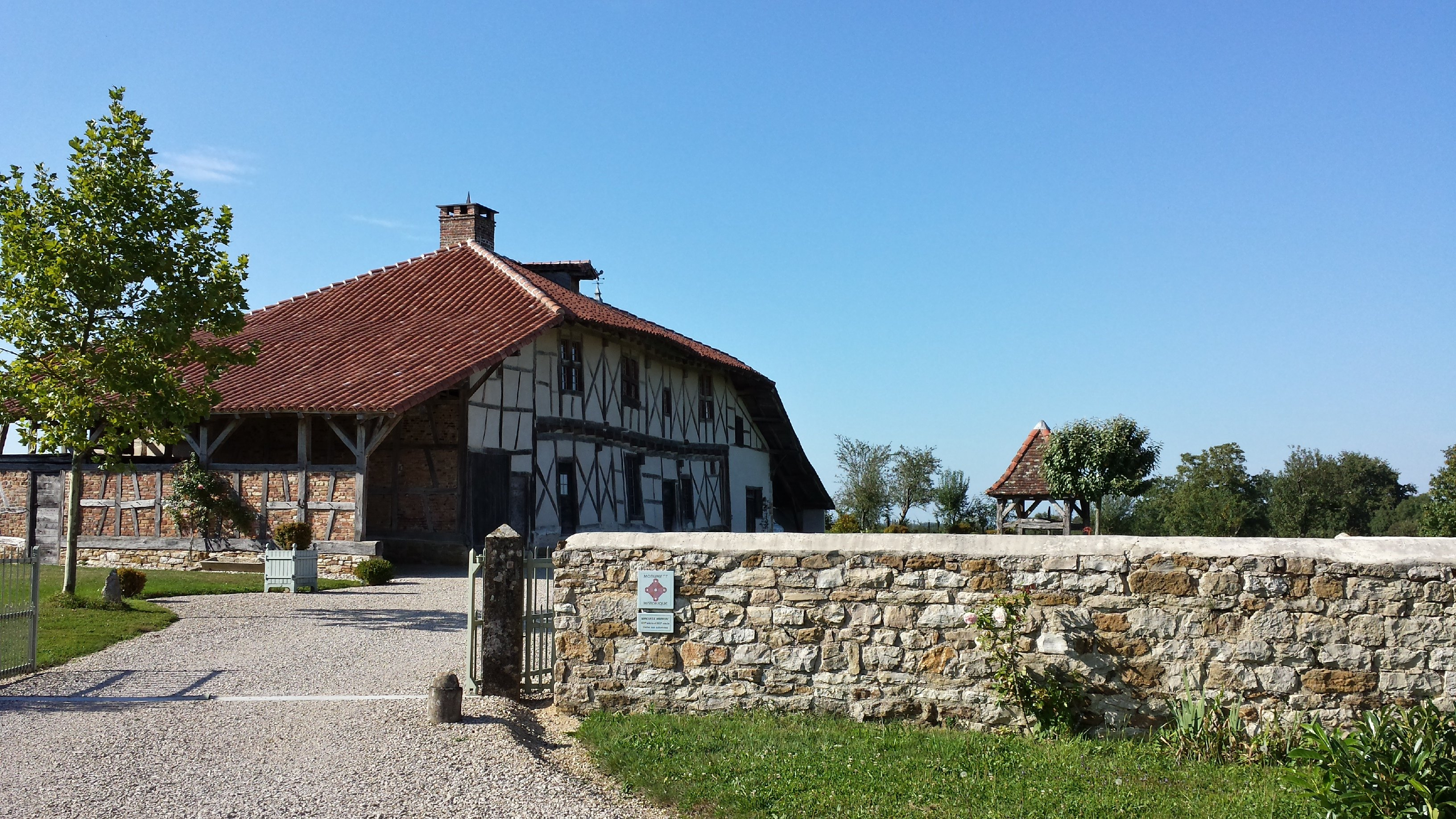
Fachwerkhaus Manoir de Marmont aus dem Jahr 1434, Monument historique
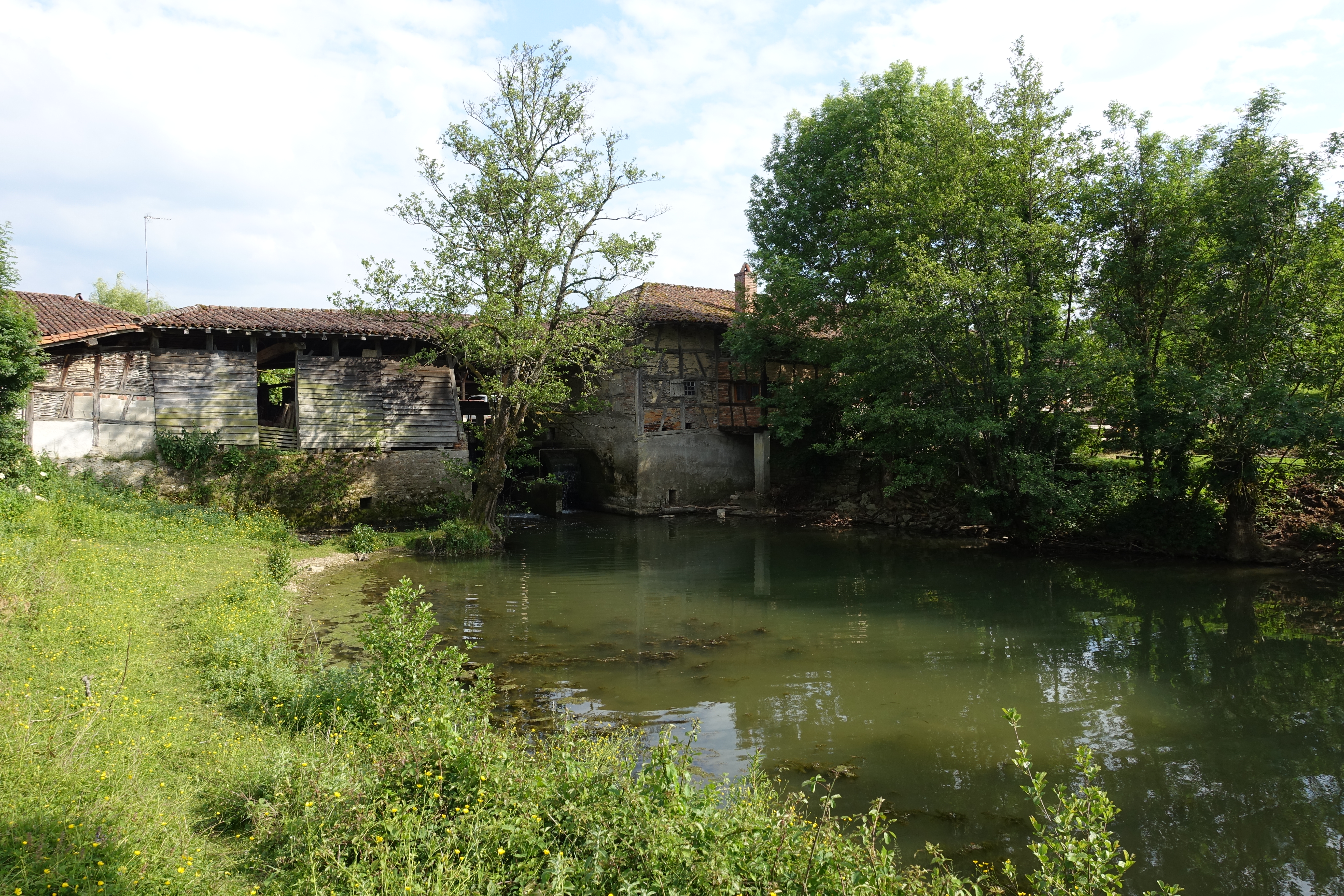
Wassermühle
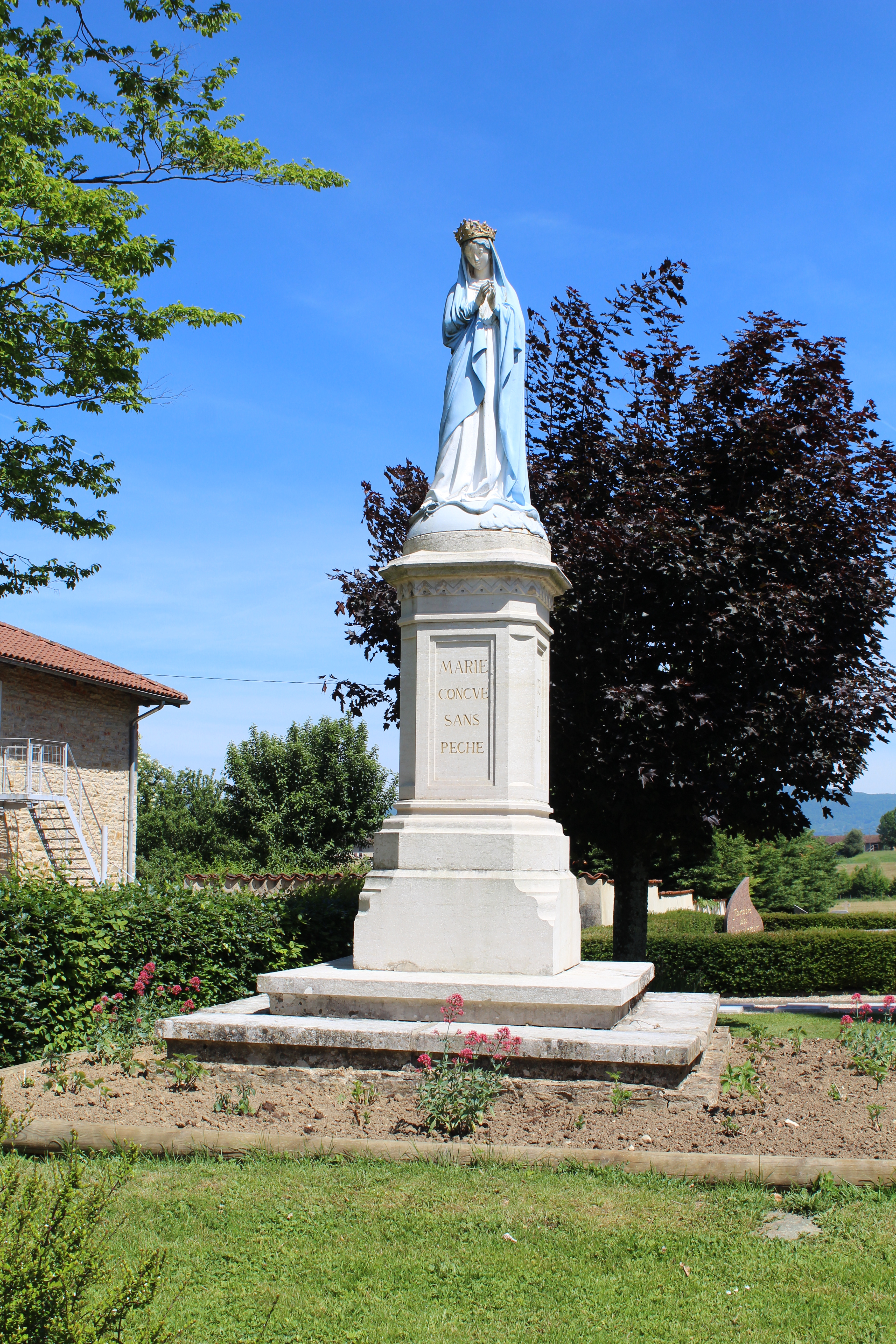
Marienstatue
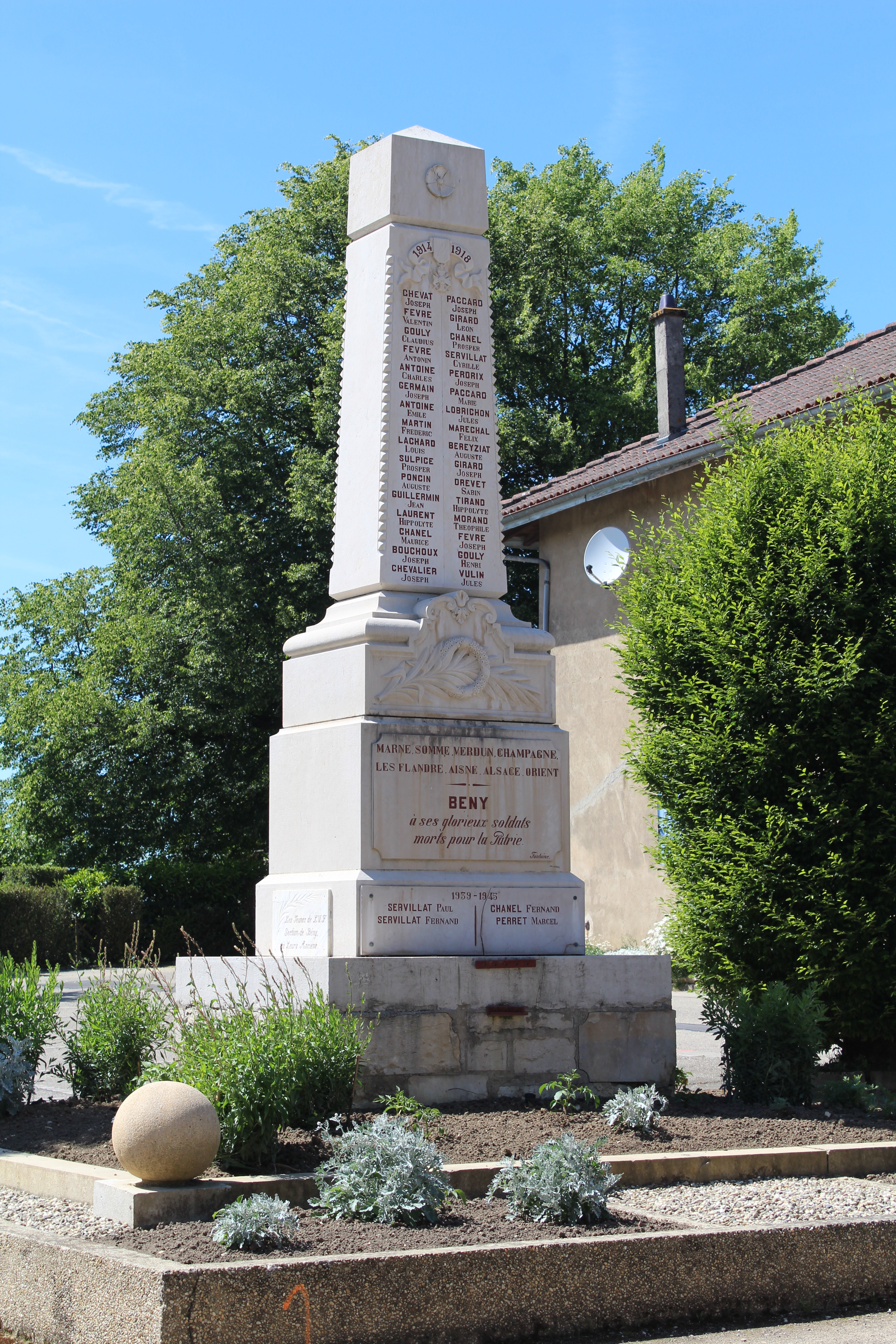
Gefallenendenkmal

- Kirche Saint-Vincent
- Manoir de Marmont
- Wassermühle
- Marienstatue
- Gefallenendenkmal